# ادیت هد

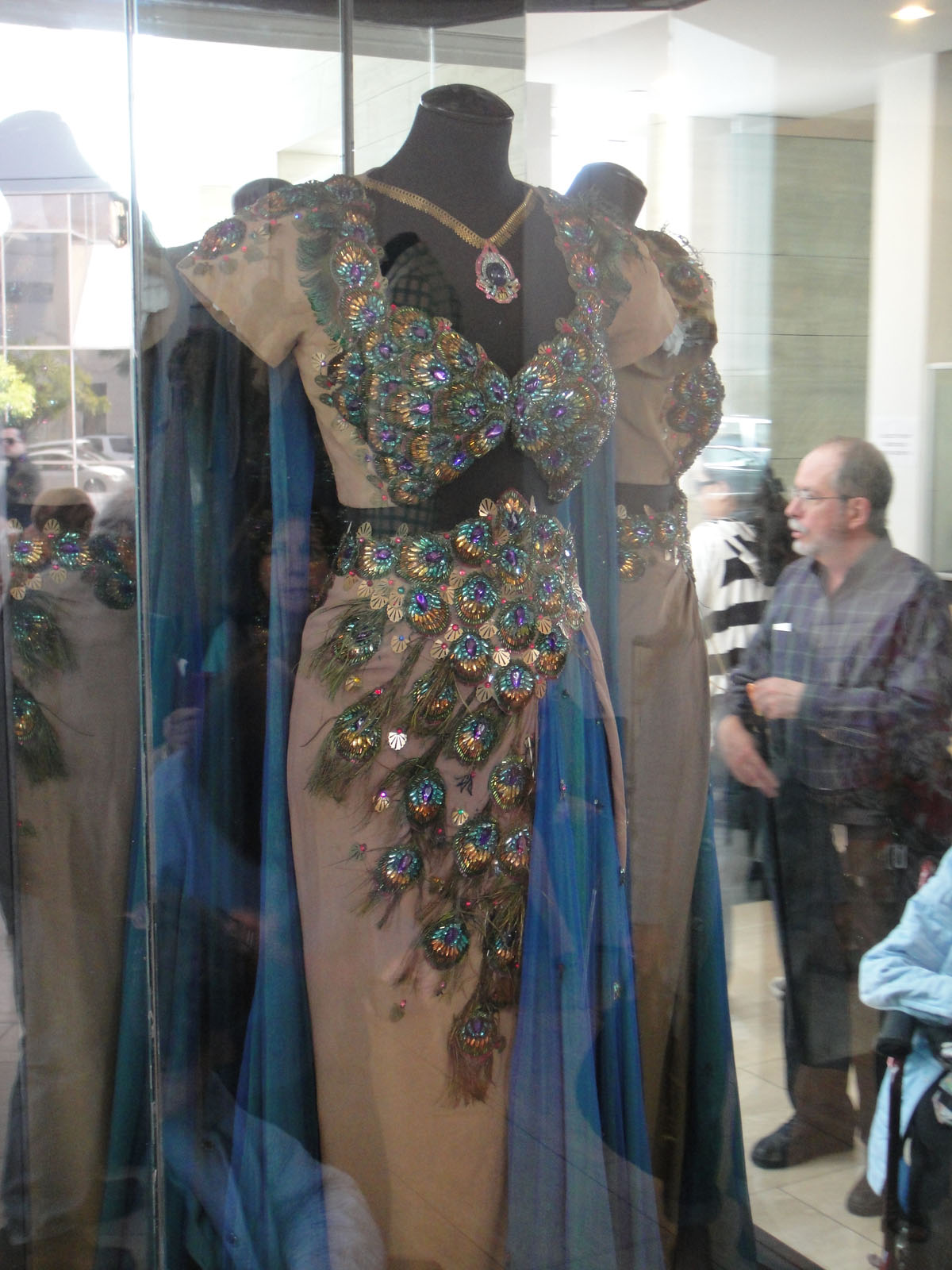
لباس دلیله در فیلم سامسون و دلیله

ادیت هد (انگلیسی: Edith Head; زادهٔ ۲۸ اکتبر ۱۸۹۷ – درگذشتهٔ ۲۴ اکتبر ۱۹۸۱) طراح لباس اهل ایالات متحده آمریکا بود که مدتی طولانی در هالیوود به کار اشتغال داشت.
او ۳۵ بار نامزد جایزه اسکار بهترین طراحی لباس شد و از این میان هشت بار این جایزه را به دست آورد.
هید متولد و بزرگ شده در کالیفرنیا، حرفه خود را به عنوان معلم اسپانیایی آغاز کرد، اما به طراحی علاقه داشت. پس از تحصیل در مؤسسه هنری Chouinard در لس آنجلس، هد در سال ۱۹۲۳ به عنوان لباس هنرمند طراحی در پارامونت پیکچرز استخدام شد. او به دلیل طراحی سارونگ علامت تجاری دوروتی لامور در فیلم ۱۹۳۶ به شهرت رسید. جنگل پرنسس، و پس از ایجاد جایزه اسکار برای بهترین طراحی لباس در سال ۱۹۴۸، به یک نام معروف تبدیل شد. هد به دلیل روابط نزدیک کاری که با سوژه‌هایش داشت، و با آنها مشورت گسترده داشت، استثنایی محسوب می‌شد. اینها تقریباً همه ستاره‌های زن برتر هالیوود را شامل می‌شد.
هید ۴۴ سال در پارامونت کار کرد. در سال ۱۹۶۷، این شرکت از تمدید قرارداد خودداری کرد و او توسط آلفرد هیچکاک برای پیوستن به یونیورسال پیکچرز دعوت شد. در آنجا وی هشتمین و آخرین اسکار خود را برای کار خود در The Sting در سال ۱۹۷۳ به دست آورد.

## تجربه همکاری با دیگران
ادیت هد، با توجه به انتخاب رنگ سفید برای لباس مادلین در فیلم «سرگیجه» هیچکاک، به این نتیجه می‌رسد که این رنگ نمادین، مرموز بودن و شکنندگی شخصیت او را به تصویر می‌کشد. به خصوص در صحنه‌هایی که باد می‌وزد و لباس مادلین به پرواز درمی‌آید، این ارتباط بین لباس و شخصیت به خوبی نمایان می‌شود.

## بخشی از فیلمشناسی
- وارثه (۱۹۵۰)
- سامسون و دلیله (۱۹۵۱)
- همه چیز درباره ایو (۱۹۵۱)
- مکانی در آفتاب (۱۹۵۲)
- تعطیلات در رم (۱۹۵۴)
- سابرینا (۱۹۵۵)
- واقعیت‌های زندگی (۱۹۶۱)
- نیش (۱۹۷۴)

## جایزه‌های اسکار
- وارثه (۱۹۵۰)
- سامسون و دلیله (۱۹۵۱)
- همه چیز درباره ایو (۱۹۵۱)
- مکانی در آفتاب (۱۹۵۲)
- تعطیلات در رم (۱۹۵۴)
- سابرینا (۱۹۵۵)
- واقعیت‌های زندگی (۱۹۶۱)
- نیش (۱۹۷۴)